# Pepi II Neferkare
Pepi II (còn là Pepy II; 2284 TCN – sau năm 2247 TCN, có thể hoặc là khoảng năm  2216 hoặc khoảng năm  2184 TCN) là một pharaon thuộc vương triều thứ 6 trong thời kỳ Cổ Vương quốc của Ai Cập, ông đã trị vì từ khoảng năm 2278 TCN. Tên ngai của ông, Neferkare (Nefer-ka-Re), nghĩa là "Tốt đẹp khi là Ka của Re". Ông đã kế vị ngai vàng khi mới 6 tuổi sau khi vua Merenre I băng hà.
Ông thường được coi là con trai của Pepi I với nữ hoàng Ankhesenpepi II nhưng tấm bia đá biên niên sử Nam Saqqara ghi lại rằng Merenre đã có một triều đại tối thiểu là 11 năm. Một số con dấu hoàng gia của vương triều thứ Sáu và những khối đá- được tìm thấy trong ngôi đền tang lễ của nữ hoàng Ankhesenpepi II, mẹ của Pepi II— đã được phát hiện trong mùa khai quật năm 1999/2000 tại Saqqara, chứng minh cho thấy rằng bà đã cưới Merenre sau khi Pepi I qua đời và trở thành chính cung hoàng hậu của vị vua này. Những dòng chữ khắc trên các khối đá cho biết các tước hiệu hoàng gia của Ankhesenpepi II là: "Người vợ của đức vua của Kim tự tháp Pepy I, Người vợ của đức vua của Kim tự tháp Merenre, Người vợ của đức vua của Kim tự tháp Pepy II".
Bởi vậy, ngày nay nhiều nhà Ai Cập học tin rằng Pepi II có thể là con trai của Merenre. Cho nên, Pepi II sẽ là cháu nội của Pepi I trong khi Merenre nhiều khả năng sẽ là cha của Pepi II bởi vì ông ta được biết đến là đã cưới người mẹ của Pepi II, nữ hoàng Ankhesenpepi II. Điều này cũng phù hợp đúng với bằng chứng từ tấm bia đá Nam Saqqara mà cho thấy không có giai đoạn đồng nhiếp chính nào giữa triều đại của Pepi I và Merenre.
Triều đại của Pepi II đánh dấu một sự suy tàn rõ ràng của Cổ Vương quốc. Khi mà quyền lực của các nomarch ngày càng lớn mạnh, trong khi quyền lực của các pharaon đã suy yếu. Bởi vì chính quyền trung ương đã mất đi ảnh hưởng, cho nên các quý tộc địa phương đã bắt đầu cướp bóc các vùng lãnh thổ của nhau và thời kỳ Cổ Vương quốc đã đi đến hồi kết chỉ trong vòng vài thập kỷ sau khi triều đại của Pepi II kết thúc.

## Những năm đầu vương triều Pepi II

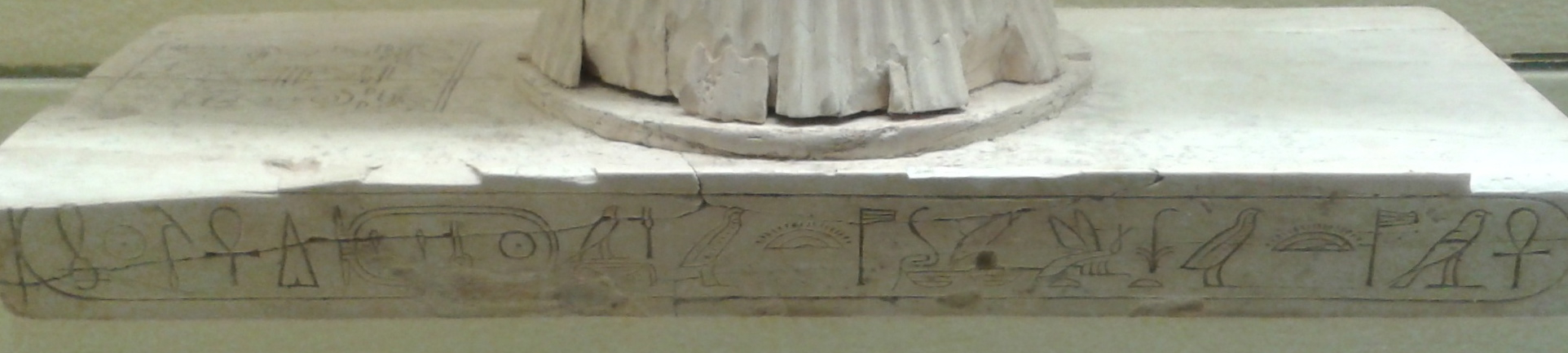
Đế của một vật gối đầu có khắc tước hiệu của Pepi II. Musée du Louvre.

Người mẹ của ông, Ankhesenpepi II (Ankhesenmeryre II), nhiều khả năng đã giữ vai trò nhiếp chính trong những năm đầu triều đại của ông. Một bức tượng bằng đá thạch cao tuyết hoa ở bảo tàng Brooklyn miêu tả một Pepi II non trẻ, đang ngồi trên lòng của mẹ mình. Bất chấp triều đại lâu dài của mình, mẫu vật này là một trong số ba tác phẩm điêu khắc nổi tiếng nhất còn tồn tại của vị vua đặc biệt này. Về phần mình, bà có thể đã được giúp đỡ bởi người anh trai Djau, ông ta đã là một tể tướng dưới triều đại của vị pharaon trước.
Một cái nhìn thoáng qua về tính cách của vị pharaon này khi ông vẫn còn là một đứa trẻ có thể được tìm thấy trong một lá thư được ông viết cho Harkhuf, một vị tổng đốc của Aswan và là người chỉ huy của một trong số những đoàn thám hiểm được ông phái đến Nubia. Được phái tới để giao thương và thu thập ngà voi, gỗ mun cùng những vật phẩm quý giá khác, ông ta đã bắt giữ một người lùn tí hon. Khi tin tức về tới triều đình hoàng gia, vị vua trẻ đã bị kích thích bởi điều này và gửi lời nhắn lại cho Harkhuf rằng ông ta sẽ được trọng thưởng nếu như người lùn tí hon này còn sống khi được mang về.

## Gia đình

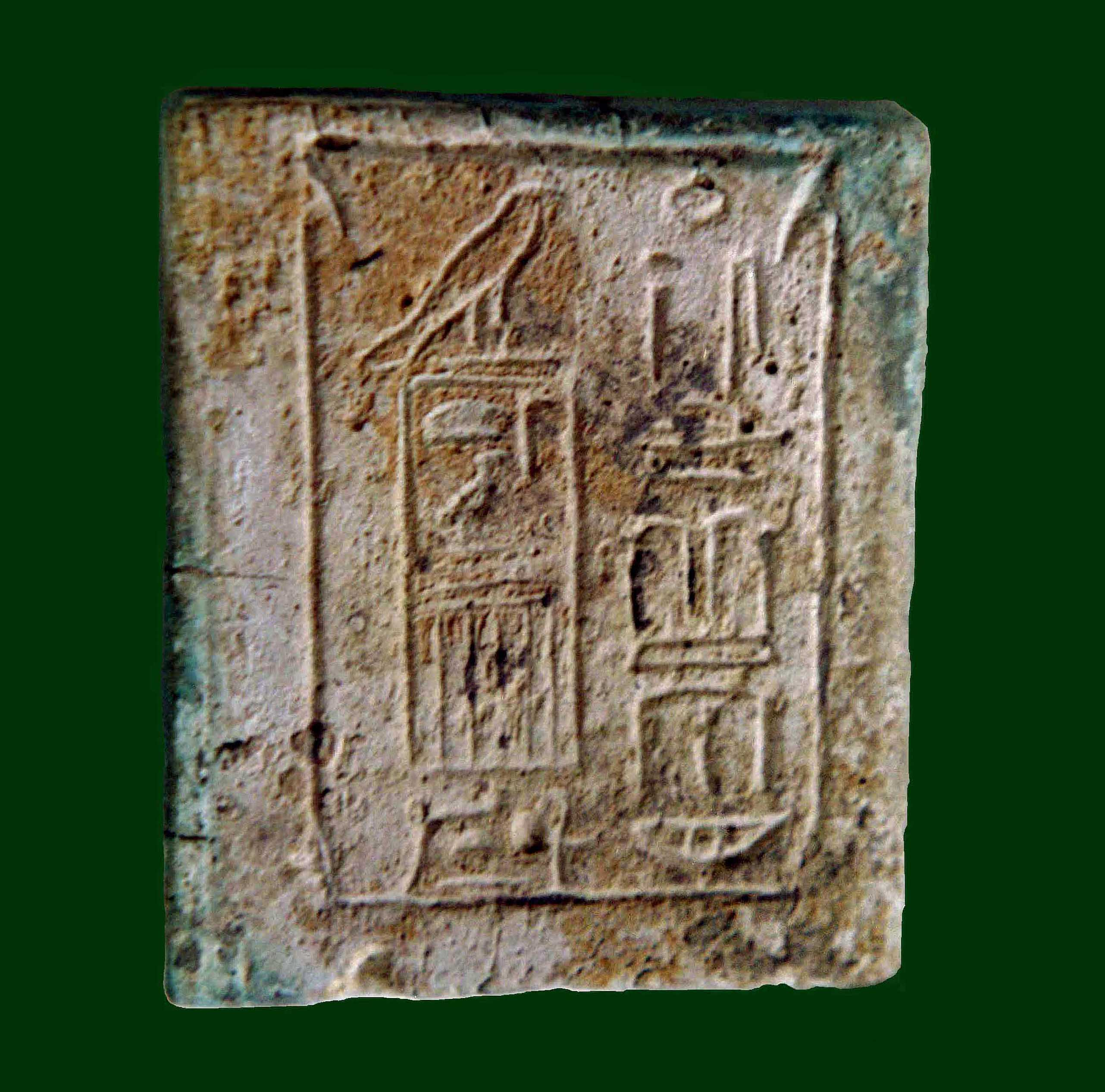
Một tấm bảng đề cập tới lễ kỷ niệm heb sed đầu tiên của Pepi II.

Trong cuộc đời lâu dài của mình, Pepi II có nhiều vợ, bao gồm:
- Neith - Bà là mẹ của người kế vị Pepi, Merenre Nemtyemsaf II [8] Bà có thể là một con gái của Ankhesenpepi I và do đó, cũng của người chị họ và người cùng mẹ khác cha với Pepi II[9]
- Iput II - Một người em gái cùng cha khác mẹ của Pepi II [8]
- Ankhesenpepi III, bà là con gái của Merenre Nemtyemsaf I và do đó là cháu nội của Pepi I.[8][9]
- Ankhesenpepi IV - Mẹ của vua Neferkare theo như văn tự trong ngôi mộ của bà. Người ta không biết liệu Neferkare là ai vì có nhiều vị vua cùng mang cái tên đó trong thời kỳ chuyển tiếp đầu tiên.[8] Tên của ông có thể là Neferkare Neby[9]
- Udjebten[8]. Bà cũng là con gái của Pepi I.[9]

Trong số những nữ hoàng này, Iput, Neith, và Udjebten đều có kim tự tháp nhỏ và ngôi đền tang lễ của họ là một phần của phức hợp kim tự tháp của nhà vua ở Saqqara. Nữ hoàng Ankhesenpepi III đã được chôn trong một kim tự tháp gần kim tự tháp của Pepi I Meryre và Ankhesenpepi IV được chôn cất trong một nhà nguyện thuộc khu phức hợp của Nữ hoàng Udjebten.
Hai người con trai khác của Pepi II được biết đến là: Nebkauhor-Idu và Ptashepses (D) 

## Chính sách ngoại giao
Pepi II dường như đã tiếp tục chính sách ngoại giao theo những phương pháp tương tự như của các vị tiên vương của ông. Đồng và ngọc lam đã được khai thác tại Wadi Maghareh ở bán đảo Sinai, Đá thạch cao tuyết hoa được khai thác ở Hatnub. Ông còn được đề cập tới trong một dòng chữ khắc được tìm thấy ở thành phố Byblos của người Phoenicia ở khu vực Palestine cổ đại.
Về phía Nam, các mối quan hệ giao thương gồm có các đoàn lữ hành buôn bán với người Nubia. Harkhuf, một tổng đốc của Thượng Ai Cập, đã chỉ huy một số cuộc thám hiểm dưới thời của Merenre và Pepi II. Cuộc thám hiểm cuối cùng của ông ta là tới một vùng đất có tên là Iam. Harkhuf đã mang về cùng với mình một người mà qua thư từ của ông ta với vị pharaon trẻ tuổi nhắc đến như là một người lùn, dường như là người pygmy. Ai Cập đã nhận được hương liệu, gỗ mun, da động vật, và ngà voi từ Nubia.
Sa mạc phía Tây đã được biết là có những tuyến đường rộng khắp cho các đoàn lữ hành. Một vài trong số những tuyến đường này chp phép sự giao thương với Ốc đảo Kharga, ốc đảo Selima, và ốc đảo Dakhla.

## Vua Neferkare và tướng quân Sasenet
Chỉ có một số ít các pharaon đã được lưu danh muôn thủa trong các câu chuyện cổ đại, Pepi II có thể là một người trong số đó. Câu chuyện Vua Neferkare và tướng quân Sasenet, mà được ghi lại trong ba mảnh của một cuộn giấy cói có niên đại vào giai đoạn cuối của thời kỳ Tân Vương quốc (mặc dù câu chuyện này có thể đã được sáng tác trước đó), đã kể lại một cuộc gặp gỡ bí mật trong đêm với một vị chỉ huy quân đội – một tướng quân tên là Sasenet hoặc Sisene. Một số người đề xuất rằng điều này phản ánh một mối quan hệ đồng tính; mặc dù nó đang được tranh cãi rằng liệu tác phẩm này có liên quan tới Pepi II hay không. Một số người như R. S. Bianchi nghĩ rằng nó là một tác phẩm văn học bắt chước theo lối cổ có niên đại thuộc về vương triều thứ 25 và ám chỉ đến Shabaka Neferkare, một vị pharaon người Kush.

## Sự suy tàn của thời kỳ Cổ Vương quốc

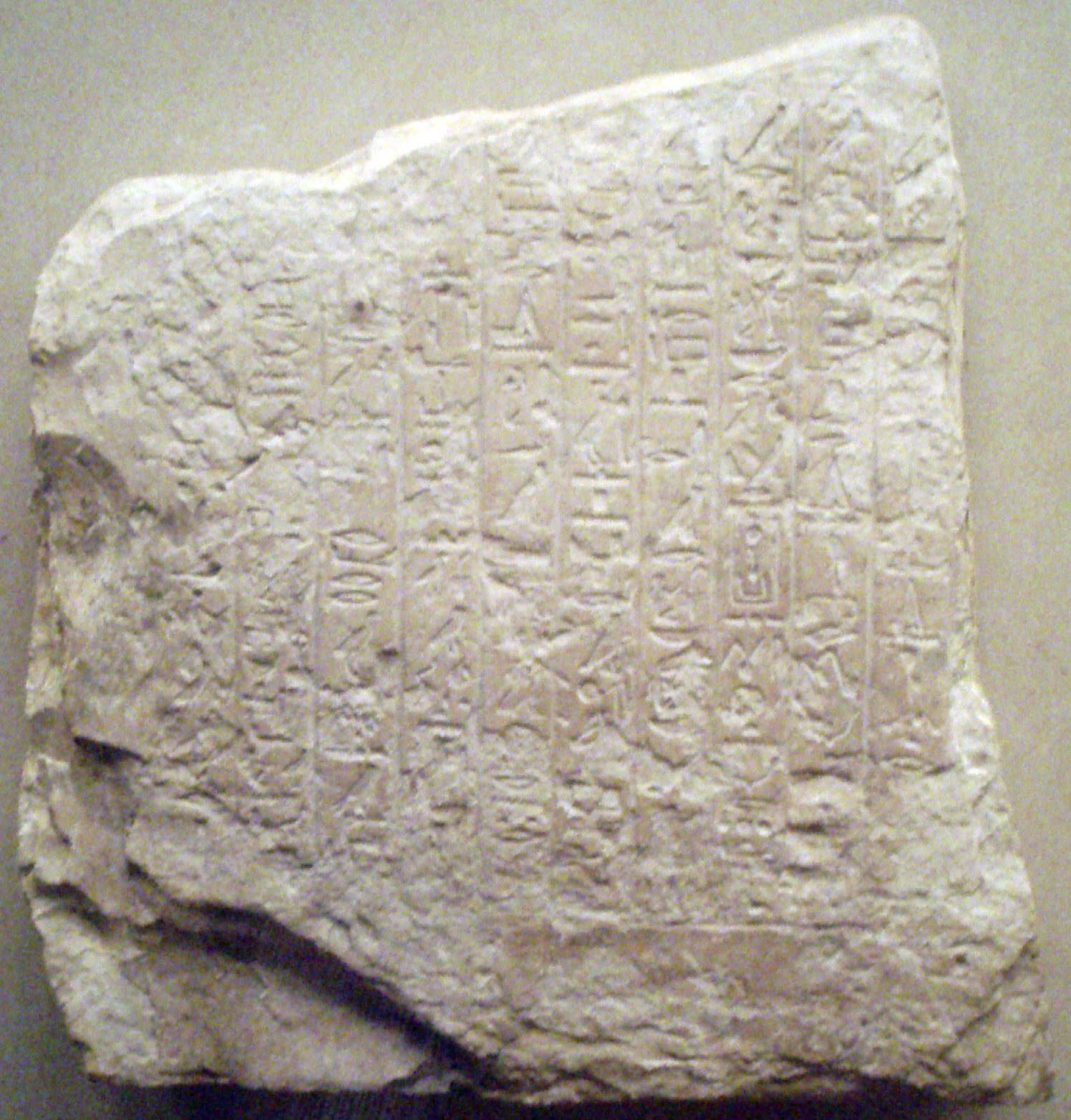
Một sắc lệnh từ Pepi II, cho phép miễn thuế đối với ngôi đền của thần Min, hiện trưng bày tại bảo tàng mỹ thuật Metropolitan, thành phố New York

Người ta cho rằng sự suy tàn của thời kỳ Cổ vương quốc đã bắt đầu trước thời của Pepi II, với việc các nomarch (người đại diện cho nhà vua tại các vùng đất) ngày càng trở nên hùng mạnh hơn và có ảnh hưởng lớn hơn. Ví dụ như Pepi I đã cưới hai chị em gái là con gái của một nomarch và sau này phong người anh trai của họ làm tể tướng. Họ đã có ảnh hưởng sâu rộng, cả hai chị em họ đã sinh ra những người con trai và đều được lựa chọn làm người kế vị hoàng gia: Merenre Nemtyemsaf I và Pepi II.
Sự giàu có và quyền lực ngày càng tăng dường như đã được trao vào tay của các đại thần dưới triều đại của Pepi II. Những ngôi mộ lớn và xa hoa xuất hiện tại nhiều nome lớn của Ai Cập, chúng được xây dựng cho các nomarch cai trị, tầng lớp tư tế và những quan lại khác. Theo truyền thống thì các Nomarch không phải nộp thuế và địa vị của họ được cha truyền con nối. Sự độc lập và giàu có ngày càng tăng của họ đã dẫn tới sự thay đổi tương ứng về quyền lực từ chỗ triều đình hoàng gia trung ương tới chỗ các nomarch địa phương.
Trong giai đoạn sau của triều đại, Pepi đã phân chia vai trò của tể tướng để tạo nên hai vị tể tướng: một cho Thượng Ai Cập và một cho Hạ Ai Cập, một sự phân tán quyền lực khác nữa khỏi kinh đô hoàng gia ở Memphis. Hơn nữa, trụ sở của vị tể tướng ở Thượng Ai Cập đã di chuyển một vài lần. Vị tể tướng miền Nam đã đặt trụ sở tại Thebes.

## Độ dài triều đại
Pepi II thường được nhắc đến như là vị vua cai trị lâu nhất trong lịch sử, điều này là nhờ một tác phẩm ghi chép lại lịch sử Ai Cập vào thế kỷ thứ 3 TCN của Manetho mà trong đó ghi lại rằng triều đại của vị vua này kéo dài 94 năm; tuy niên điều này đã bị tranh luận bởi một số nhà Ai Cập học như Hans Goedicke và Michel Baud do sự thiếu vắng của những ngày tháng chứng thực được biết đến đối với Pepi II sau lần kiểm kê gia súc thứ 31 của ông (Năm thứ 62 nếu như là hai năm một lần). Những nguồn cổ đại vốn được Manetho dựa vào đó để ước lượng đã mất từ lâu, và có thể là kết quả của một sự đọc sai nhân danh của Manetho (xem von Beckerath). Cuộn giấy cói Turin quy cho Pepy II một triều đại 90+ [X] năm, nhưng văn kiện này có niên đại là vào triều đại của Ramesses II, 1000 năm sau đó, và sự chính xác của nó đối với độ dài triều đại của vị vua thuộc thời kỳ Cổ Vương quốc, Pepi II, là không chắc chắn.
Tuy nhiên, ở thời điểm hiện tại, nguồn văn kiện lâu đời nhất cùng thời với Pepi II có niên đại là vào "Năm sau lần kiểm kê gia súc thứ 31, tháng thứ nhất của Shemu, ngày thứ 20" có nguồn gốc từ hình vẽ Hatnub số 7 (Spalinger, 1994),, giả sử như hệ thống kiểm kê gia súc này là hai năm một lần, điều này ngụ ý rằng nhà vua đã có một triều đại kéo dài ít nhất 62 năm trọn vẹn hoặc một phần của năm thứ 62. Bởi vậy, một số nhà Ai Cập học thay vào đó đề xuất rằng Pepi II đã cai trị không quá 64 năm. Những nhà Ai Cập học này chống lại quan điểm về một triều đại 94 năm dành cho Pepi II và ủng hộ quan điểm về một triều đại ngắn hơn không quá 64 năm cho vị vua này. Điều này dựa trên sự thiếu vắng hoàn toàn của những niên đại chứng thực cao hơn dành cho Pepi vượt quá năm sau lần kiểm kê gia súc thứ 31 (Năm thứ 62 nếu như việc kiểm kê gia súc được tiến hành hai năm một lần). Một giả thuyết trước kia của Hans Goedicke về Năm của lần kiểm kê gia súc thứ 33 dường như là dành cho Pepi II trong một sắc lệnh hoàng gia cho giáo phái tang lễ của nữ hoàng Udjebten đã được bản thân Goedicke rút lại vào năm 1988 và thay vào đó là nhằm ủng hộ cho cách đọc là "Năm của lần kiểm kê gia súc thứ 24" theo cách chú giải của Spalinger. Goedicke viết rằng Pepi II được chứng thực bằng nhiều năm niên đại cho tới tận Năm của lần kiểm kê gia súc thứ 31 mà ngụ ý một cách chắc chắn rằng vị vua này đã qua đời ngay sau khi đã cai trị được 64 năm. Tuy nhiên, một số học giả khác lưu ý rằng sự thiếu vắng của các nguồn đương thời có niên đại sau năm cai trị thứ 62 của ông không loại trừ được khả năng về một triều đại lâu dài hơn, đặc biệt là bởi vì sự kết thúc của triều đại Pepi II được đánh dấu bằng một sự suy tàn nhanh chóng bao quanh vận mệnh của các vị pharaon Cổ Vương quốc đã kế tục ông.